# Pseudotocepheus lienhardi
Pseudotocepheus lienhardi är en kvalsterart som beskrevs av Sandór Mahunka 1993. Pseudotocepheus lienhardi ingår i släktet Pseudotocepheus och familjen Tetracondylidae. Inga underarter finns listade i Catalogue of Life.